# Małgorzata Tracz
Małgorzata Elżbieta Tracz (Bolesławiec, 8 de diciembre de 1985) es una política polaca. Es una de los líderes del partido político Los Verdes; y desde 2019 se desempeña como miembro del Sejm.

## Educación y trabajo
Tracz obtuvo una licenciatura en relaciones internacionales de la Universidad de Breslavia, donde también completó una maestría en filología polaca. Además, ejerce como profesora en dicha universidad. Dirigió una galería de arte, trabajó en una corporación como especialista y organizó cursos de capacitación.

## Posiciones ideológicas

### Aborto
Defensora del aborto, Tracz participó en las protestas contra los proyectos para endurecer las disposiciones sobre el aborto que surgieron entre 2016 y 2018.

### Ecologismo
Tracz ha estado involucrada en iniciativas ecológicas y sociales a nivel local y nacional, relacionadas con la lucha contra el esmog, la energía basada en fuentes renovables, el cambio climático y la política urbana. Es co-fundadora de la asociación “Trampolina” y miembro del consejo de programa del Congreso de la Mujer.
Miembro de la Asociación Ecológica Eco-Union, organizó actividades para proteger el Bosque de Białowieża. En 2017, realizó una campaña para apoyar la resolución contra el esmog en Baja Silesia.

## Resultados electorales

### Sejm
|  | 4,38 % |

|  | 32,80 % |